# Johan Gustafsson (musiker)
Johan Gustafsson, folkbokförd Stig Johan Gustavsson, född 5 november 1965 i Habo församling i dåvarande Skaraborgs län, är en svensk musiker, kalligraf och korsordskonstruktör. Man hittar hans korsord i bland annat Hemmets Journal.
Johan Gustafsson har bland annat gjort uppdrag åt orgelbyggaren Karl Nelson.
Gustafsson är verksam som organist i Svenska kyrkan.

## Korsord
- Hemmets Journal: "Nya Mästarkrysset"
- Dagens Nyheter: Söndagskryss
- Lycko-Kryss: "Namn med historia" med flera

## Band och ensembler i urval
- Next (blues- & rockband)
- Sugarteam (avantgarde-easy-listening)
- Vermillion (medeltid- och renässansensemble)
- Kurt Tunells (jazz)
- Capella Ryssbyensis (medeltid- och renässansensemble)
- Pick A Choice (bluegrass)

## Kompositioner i urval
- Canis urbanis; svit för solopiano (1983)
- Di lytta munkarne; komisk opera (tills. m. D. Viklund) (1989)
- The Further Adventures of the Cartwright Brothers  för fyra klarinetter (1993)
- En herde för sin hjord; kantat i Purcell-stil för kör, solister, stråkar, trumpet och basso continuo (2015)
- 21 koralförspel för orgel (2002) utgivet på Trumph förlag
- Easter Joy för orgel (2015)
- En bukett Taube (potpurri över åtta melodier av Evert Taube) för orgel (2015)

## Transkriptioner för orgel
- Main Theme ur Star Wars (John Williams) utgivet på Gehrmans förlag 2013
- Imperial March (Darth Vader's Theme) ur Star Wars (John Williams) utgivet på Gehrmans förlag 2013
- Intermezzo ur Lukaspassionen (Rolf Martinsson) utgivet på Gehrmans förlag 2014
- Skärgårdsidyll ur TV-serien Skärgårdsdoktorn (Stefan Nilsson) utgivet på Gehrmans förlag 2014